# Camurus
Camurus AB  är ett svenskt läkemedelsföretag som är inriktat på utveckling och kommersialisering av läkemedel för att behandla kroniska sjukdomar som opioidberoende, smärta, cancer och endokrina tillstånd. De första marknadsförda preparaten är ett buprenorfinbaserat läkemedel mot opiatberoende och ett läkemedel för behandling av oral mukosit, där försäljningen av det sistnämnda avslutades 2022.
Camurus grundades 1991 som ett forskningsföretag i Lund av en grupp forskare i livsmedelsteknologi och biokemi, bland andra Kåre Larsson och Björn Lindman tillsammans med företagaren Gunnar Sandberg (1923–2007). Huvudägare är Per Sandberg (född 1962) genom Sandberg Development AB. Camurus AB:s aktier är sedan 2015 noterade på Stockholmsbörsens huvudlista.